# Eliza Cicic
Marina Eliza Cicic (n. 29 decembrie 1994, în Corabia) este o fostă handbalistă din România care a jucat pentru HC Zalău și echipa națională de handbal feminin a României (tineret) pe postul de extremă dreapta. Ea a fost convocată pentru prima dată la națională în 2010 și, până în noiembrie 2012, a jucat în 32 de partide în care a înscris 45 de goluri.

## Palmares
- Campionatul Național Junioare II:
  - Câștigătoare: 2010
  - Medalie de bronz: 2009

- Campionatul Național Junioare III:
  - Câștigătoare: 2008

- Cupa Prahova:
  - Câștigătoare: 2008
- Cupa Mehedinți:
  - Câștigătoare: 2008
- Cupa Dolchimex:
  - Câștigătoare: 2008

- Selecționată în lotul național restrâns al României: 2010